# Río Ichu

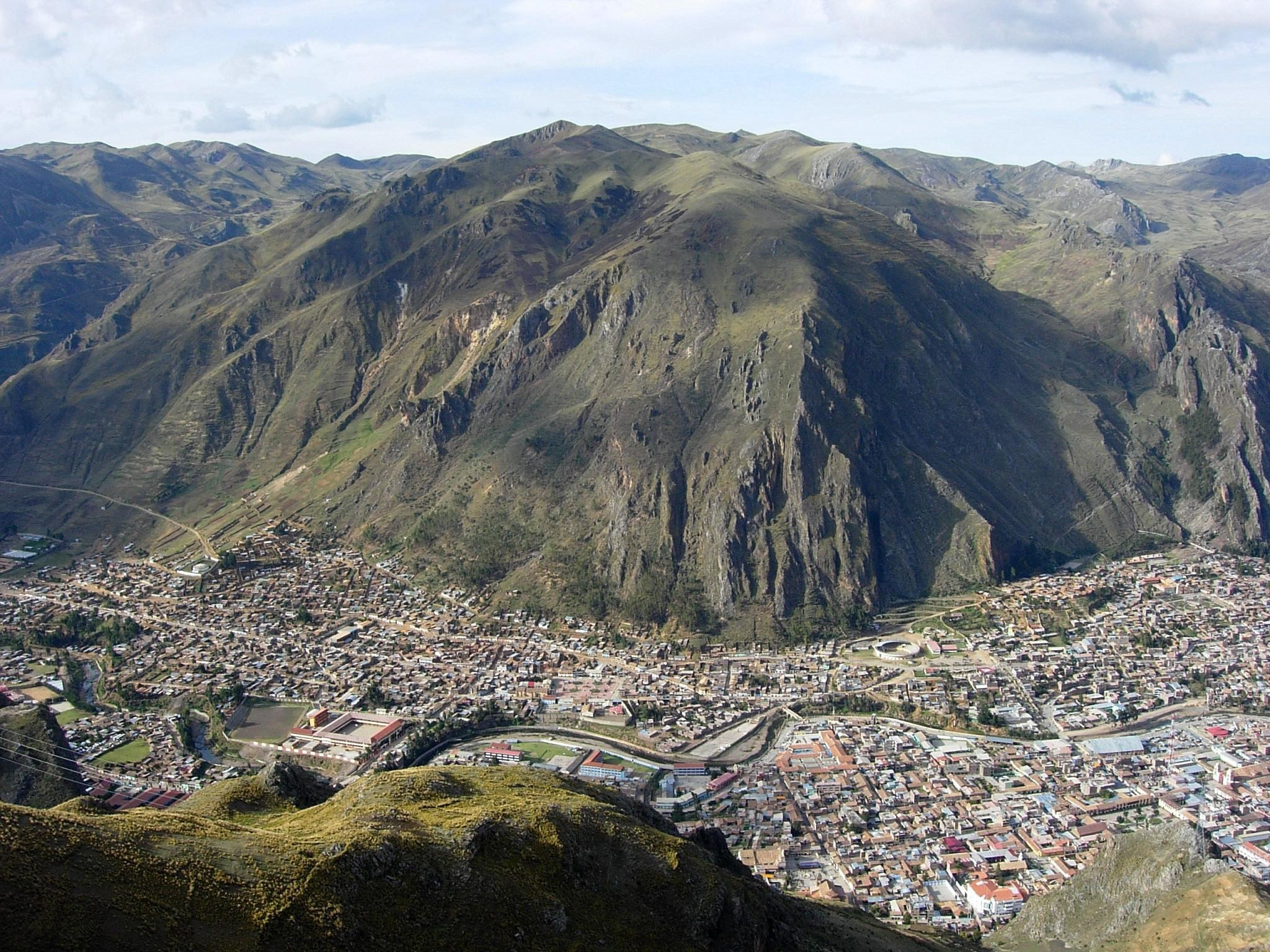
Río Ichu a su paso por la ciudad de Huacavelica.

El Ichu es un río ubicado en la departamento de Huancavelica, en la zona suroccidental del Perú. En su parte alta es formado por los ríos Cachimayo y Astobamba, los mismos que se forman por la escorrentía en las laderas producidas por los deshielos de los nevados Antarazo, Huamanrazo y Carhuarazo (pertenecientes al relieve de la Cordillera de Chonta) de la provincia de Castrovirreyna, y en su recorrido cruza la ciudad de Huancavelica, Yauli y Acoria; para después adentrarse al distrito de Mariscal Cáceres y luego desembocar en el caudaloso río Mantaro. 
Su recorrido es de Suroeste a Norte. 

## Toponimia
Su nombre proviene del vocablo quechua ichu,  "icho", especie de paja que crece en las altas cumbres de la cordillera andina.